# Butterfly (term)
Een butterfly is een beursterm voor een combinatie van opties. Met deze combinatie van callopties ofwel putopties kan men inspelen op de visie dat een aandeel op een bepaald punt zal staan bij het aflopen van de opties. Men kan speculeren op een beperkte beweging omhoog of omlaag of juist een optiepositie opzetten om te speculeren op geen beweging - dit alles zonder veel risico te lopen.
Een butterfly met callopties ziet er als volgt uit:
- Koop van 1 call op een uitoefenprijs van (X-a)
- Verkoop van 2 calls op een uitoefenprijs van X
- Koop 1 call met een uitoefenprijs van (X+a)

Dit alles met dezelfde looptijd
De winst is maximaal in het midden van de butterfly, op prijsniveau X. Bij een expiratie buiten de bovenste of onderste call loopt de constructie waardeloos af. Hetzelfde kan worden opgezet voor de putkant. Het voordeel van deze positie is dat men niet meer kan verliezen dan de investering, en toch kan speculeren op een gebrek aan beweging van een aandeel. Daarnaast zijn de out-of-the-money butterflies vaak laag in prijs in absolute zin. Een nadeel is dat voor één butterfly vier keer transactiekosten moet worden betaald. De butterfly constructie is ook mogelijk voor andere financiële producten als futures of obligatiekoersen.

## Voorbeeld
Voorbeeld van een butterfly met callopties op het aandeel ING:
- Koop 1 call met uitoefenprijs 6 euro
- Verkoop 2 calls met uitoefenprijs 8 euro
- Koop 1 call met uitoefenprijs 10 euro

Als het aandeel ING bij afloop van de optiecontracten op precies 8 euro staat is de winst maximaal, namelijk 2 euro. Bij een expiratie op 7 of 9 euro zal de waarde 1 euro zijn. Expiratie lager dan 6 of hoger dan 10 euro zal de positie waardeloos doen aflopen.

## Overige optiecombinaties
- Straddle
- Strangle
- Condor
- Synthetic
- Jelly roll
- Spread